# АГС-30
АГС-30 (Индекс ГРАУ — 6Г25) — 30-мм российский автоматический станковый гранатомёт.
С 2008 года[уточнить] производится на АО «КЗТА».

## Конструкция
Работа автоматики гранатомета основана на принципе использования энергии отката свободного затвора. Легкий треножный станок обеспечивает устойчивость при стрельбе с любого грунта и позволяет вести огонь с неподготовленных позиций.
Время перевода из походного положения в боевое и обратно, мин – 3.
Прицел – оптический, механический, радиолокационный (портативная РЛС). Для дальней стрельбы используется призменный оптический прицел ПАГ-17 с 2,7-кратным увеличением. Поле зрения – 12 градусов. В ночное время возможна подсветка шкалы прицела.
Прицельная дальность стрельбы выстрелами ВОГ-17, ВОГ-17М (с самоликвидатором) и ВОГ-30 – до 1700 м, ГПД-30 – до 2100 м.
Выстрел ВОГ-17:
- Масса выстрела, г – 280.
- Масса ВВ, г – 36.
- Площадь поражения – 70 кв. м.
- Начальная скорость гранаты - 185 м/с.
- Выстрел ВОГ-17М имеет взрыватель с самоликвидатором. Механизм самоликвидатора вводится в действие при выстреле, его пиротехнический замедлитель рассчитан на 25 секунд.

Выстрел ВОГ-30:
- Масса выстрела, г. – 350.
- Масса ВВ, г – 40.
- Площадь поражения – 110 м².
- Начальная скорость гранаты – 185 м/с.

Выстрел ВОГ-30 – усовершенствованный тип боеприпаса, имеющий более мощное осколочное действие за счет применения нового метода изготовления корпуса методом объемного холодного деформирования с образованием полуготовых осколков на его внутренней поверхности. Кроме того, в ВОГ-30 применена автономная герметизация метательного заряда в гильзе. Осколочная рубашка как отдельная деталь в ВОГ-30 отсутствует. Взрыватели всех типов гранат ВОГ взводятся на расстоянии 10 - 60 метров от дульного среза гранатомета, чем обеспечивается дополнительная безопасность при стрельбе.
Выстрел ГПД-30:
- Масса выстрела, г – 340.
- Масса ВВ, г – 46.
- Площадь осколочного поражения целей – 130,5 м².

Коэффициент лобового сопротивления и баллистический коэффициент гранаты были снижены в 1,8 раза. Как следствие этого, в сравнении со штатными выстрелами: увеличена до требуемого значения дальность полета гранаты (с 1700 до 2200 м); улучшены показатели кучности в 1,4 раза, как по боковому направлению, так и по дальности;
Вместимость патронной коробки – 30 (29) выстрелов.
Габаритные размеры АГС-30 в станковом варианте: 1165х735х490 мм.

## Страны-эксплуатанты
- Россия — АГС-30 находится на вооружении вооруженных сил России и предлагается на экспорт[1].
- Саудовская Аравия — в октябре 2017 года был подписан контракт на поставку АГС-30[2].